# 长安镇 (融安县)
长安镇，是中华人民共和国广西壮族自治区柳州市融安县下辖的一个乡镇级行政单位。

## 行政区划
长安镇下辖以下地区：
和平社区、桔东社区、融江社区、新兴社区、新民社区、大巷村、大洲村、新安村、和寨村、大乐村、红卫村、渔业村、塘寨村、寻村、江口村、祥多村、银洞村、大坡村、太平村、竹子村、保江村、瑶送村、珠玉村、安宁村、木寨村、木樟村、小洲村、河勒村、隘面村和泗朗村。